# Åke Sandvall

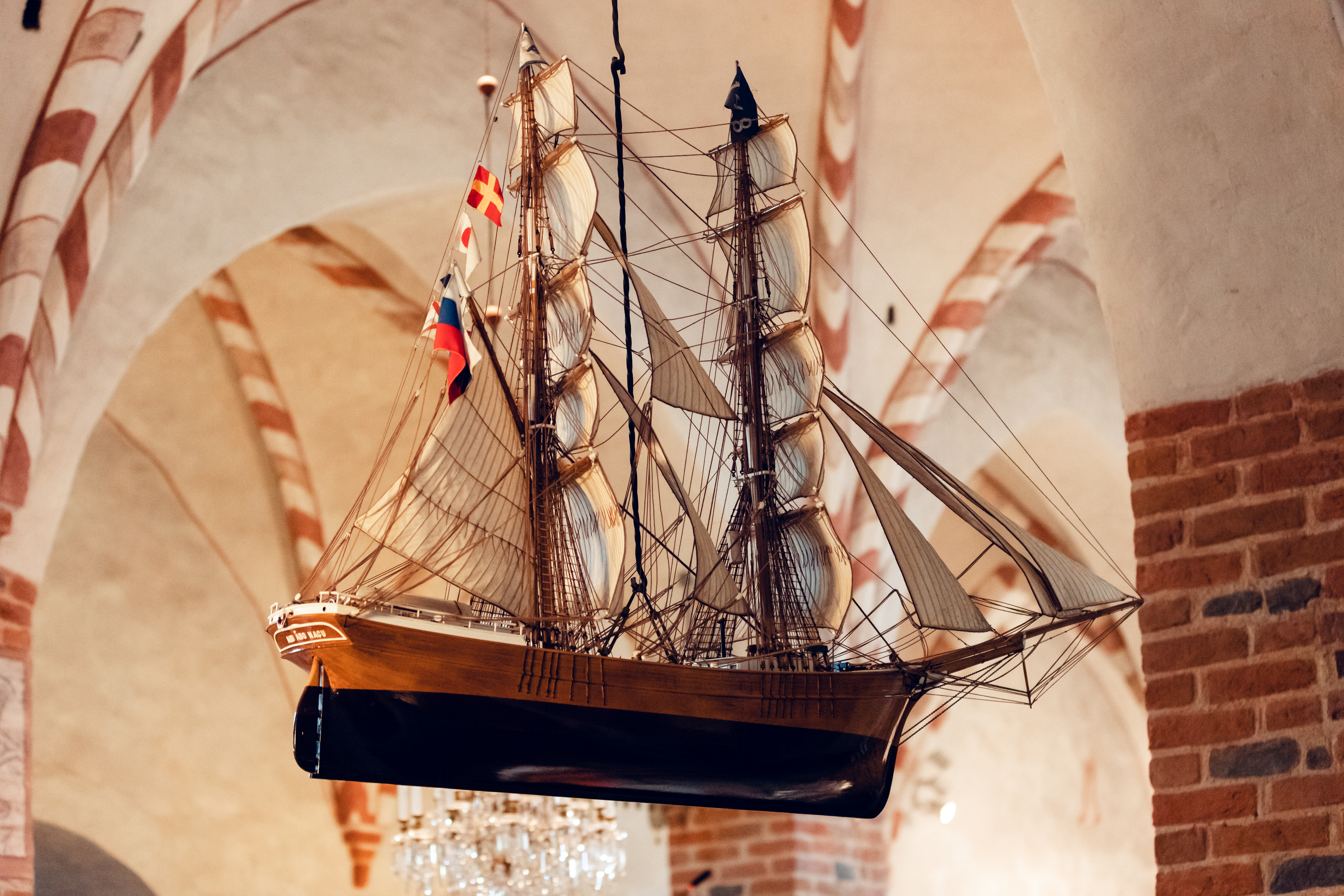
Nagu kyrka votivskeppet Aid av Åke Sandvall

Åke Sandvall, född 1920, död 1993, var en ingenjör som är känd för att ha tillverkat många skeppsmodeller, till rederier, andra företag, privatpersoner och kyrkor. Till exempel har Nagu kyrka, Åbo domkyrka och Själö kyrka kyrkskepp gjorda av Sandvall.
Nagu kyrkas kyrkskepp är briggen Aid (1873–1899), vars modell Sandvall byggde 1971.
Sandvall föddes på ön Innamo i Nagu. Senare flyttade han till Finby några kilometer från Nagu kyrkby, där även hans verkstad låg. Under sin närmare 50-åriga karriär byggde Sandvall cirka 400 modellfartyg.
Sjöfartshuset, ett museum om sjöfart som öppnades i Nagu år 2010, har ställt ut flera av Sandvalls modeller, till exempel galeasen Svan, bärgningsfartyget Protector, fraktfartyget Wiiri och kusttankfartyget Esso Finlandia, samt hans hyvelbänk och vertyg. 

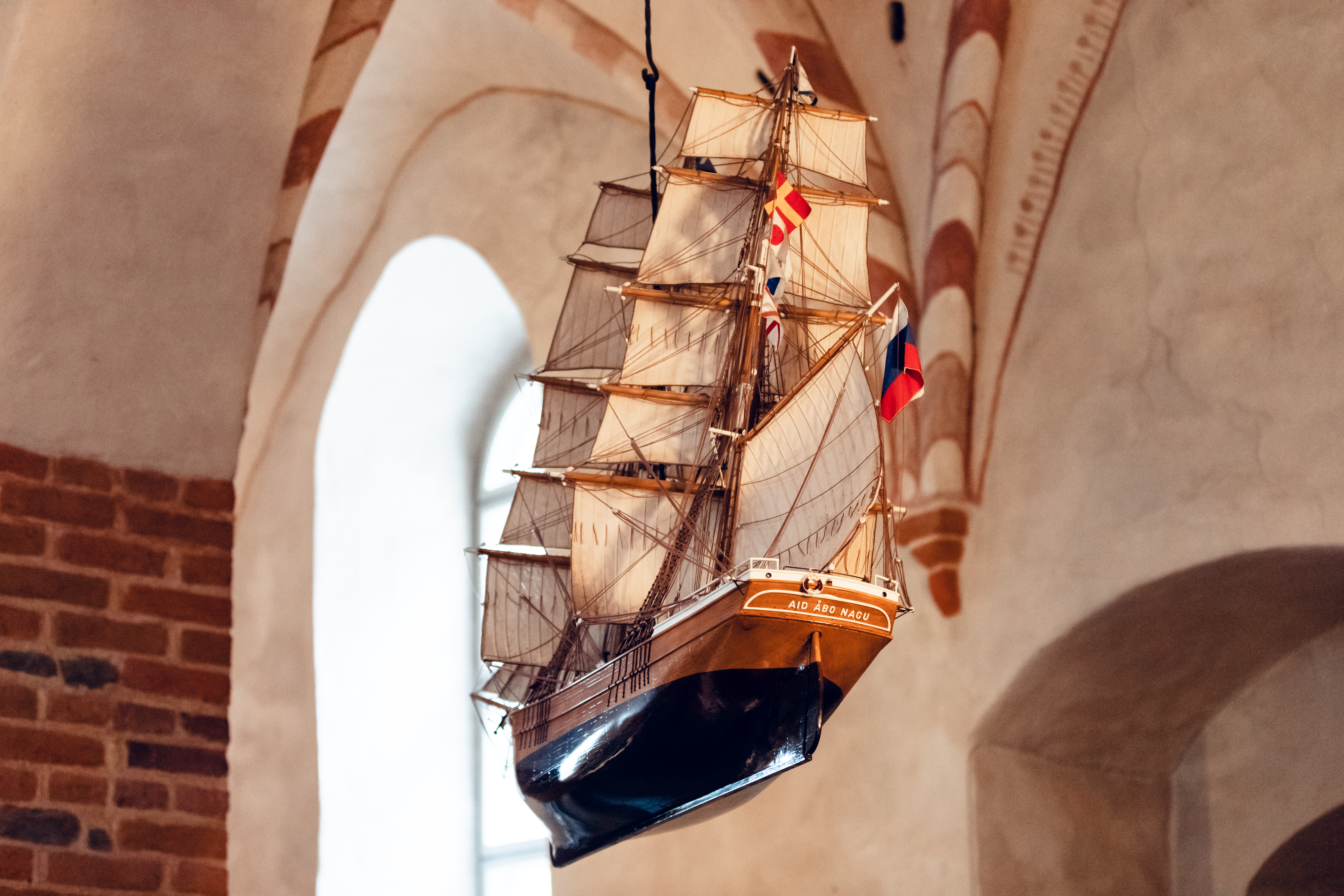
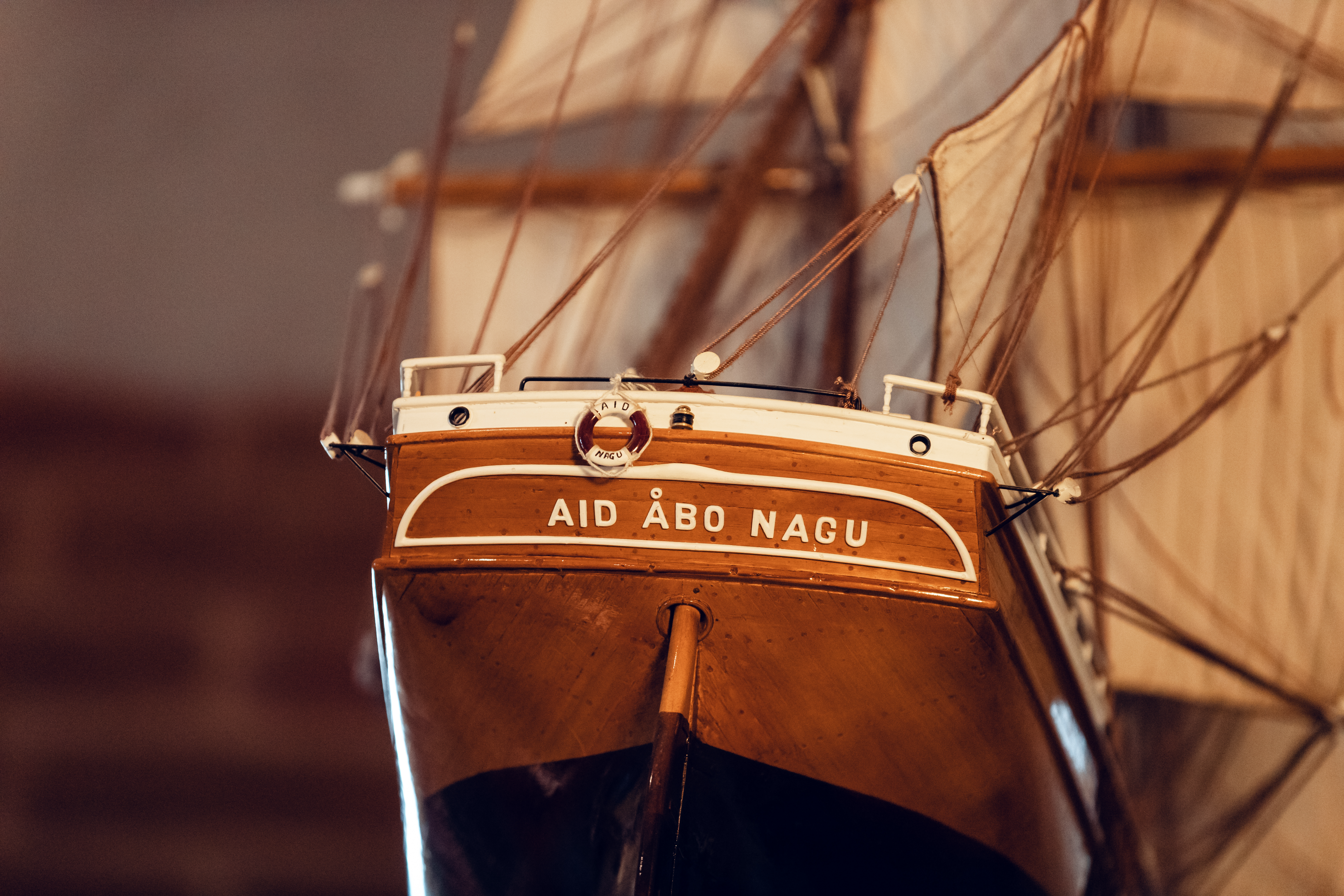
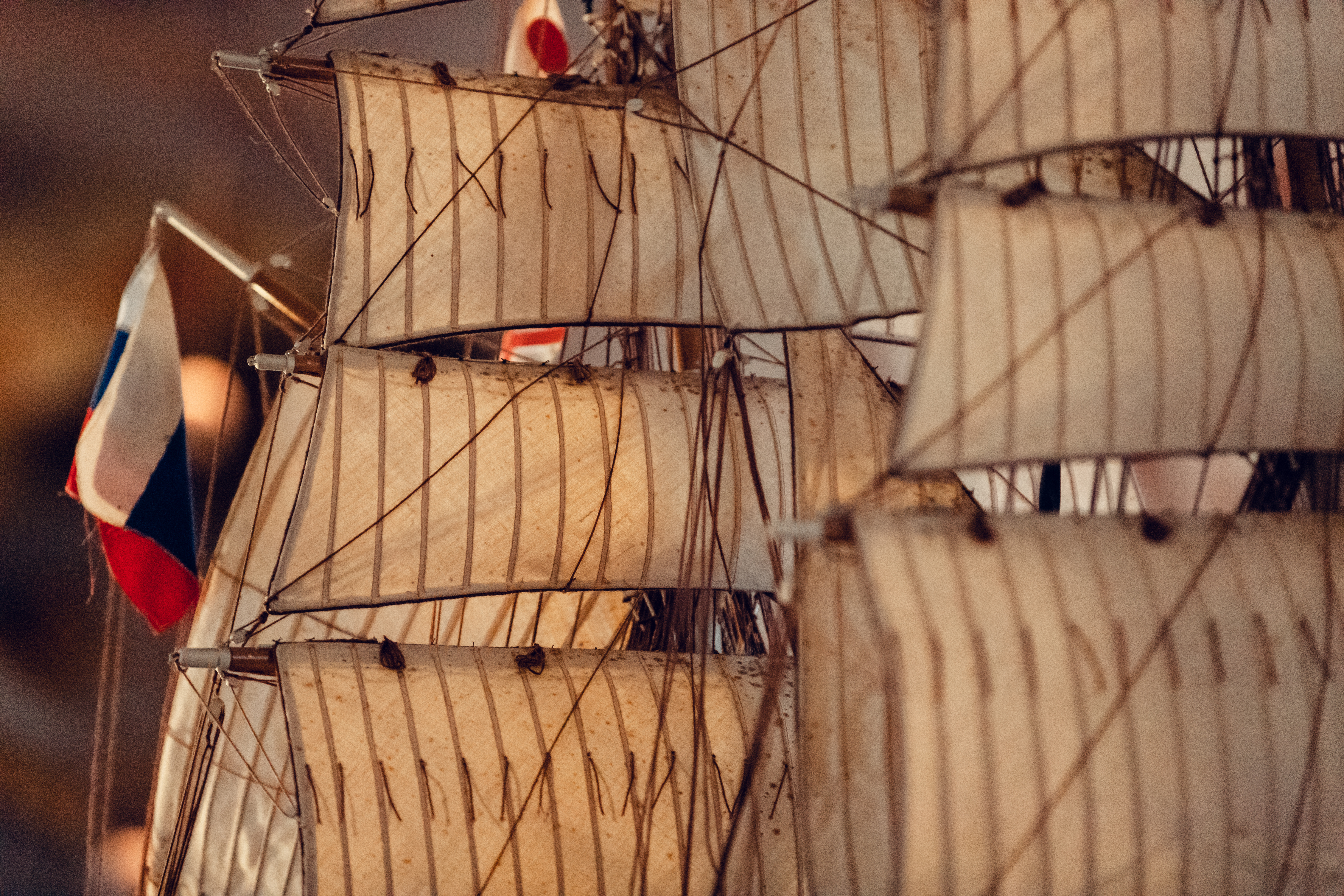